# Tire-ligne

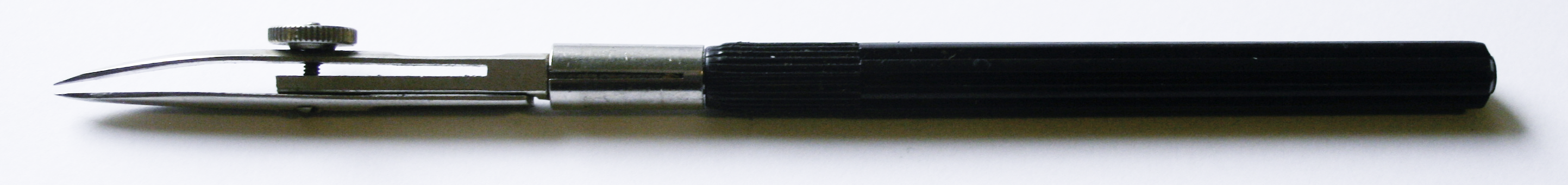
Un tire-ligne

Usage du tire-ligne avec un té sur une planche à dessin

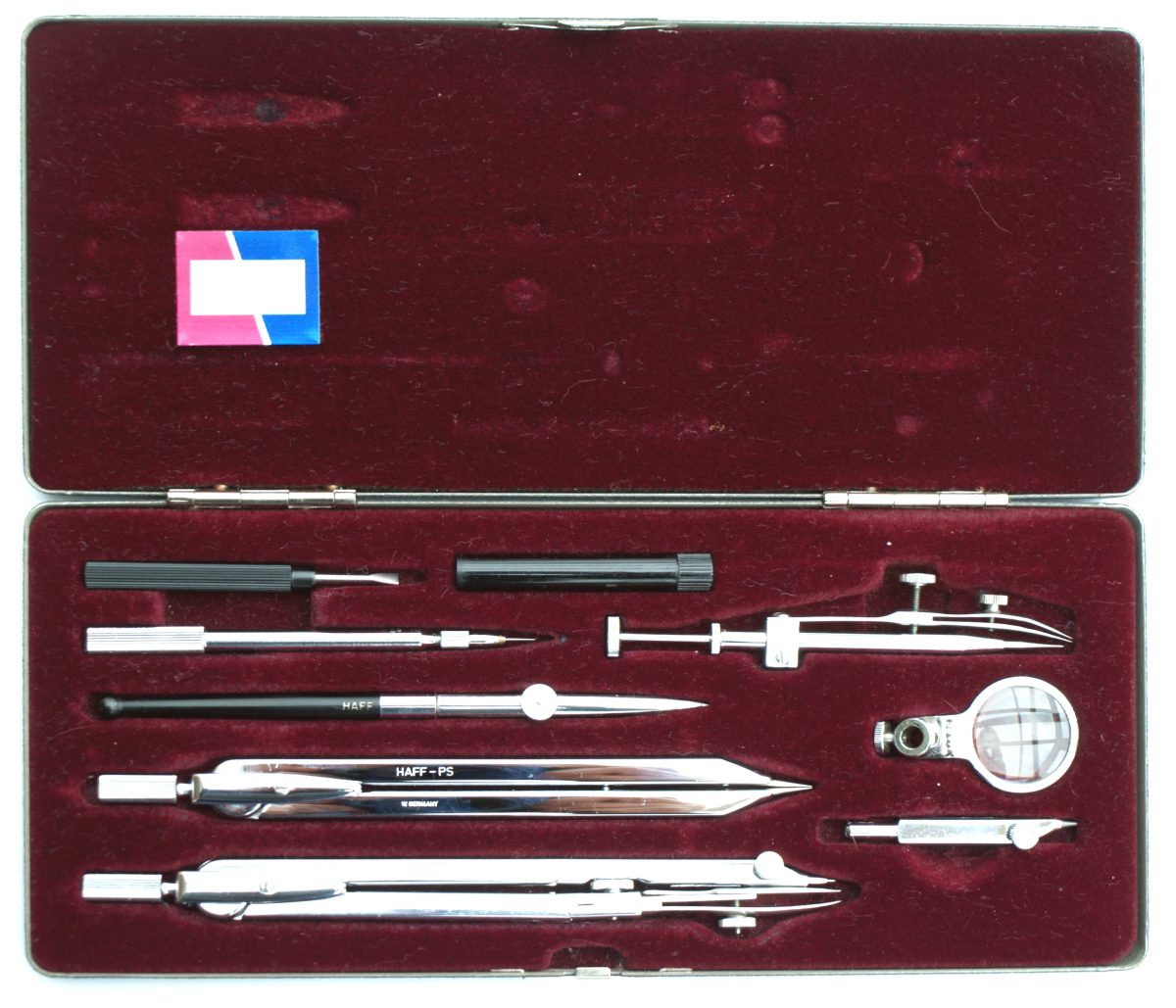
Coffret de dessin technique, comprenant compas, balustre, tire-ligne et accessoires.

Le tire-ligne est un instrument de dessin destiné à tracer, avec de l’encre ou de la couleur liquide, des traits rectilignes ou courbes d'épaisseur constante, réglable manuellement.
Il est constitué par deux branches métalliques parallèles, de forme effilée, plates sur leur face intérieure, solidarisées à l'arrière par une liaison élastique et vers leur milieu par une vis de réglage. Cet ensemble est prolongé par un manche en bois, plastique ou métal, voire en os ou en ivoire, qui permet de le tenir commodément entre les doigts.
En tournant la vis de réglage, on rapproche ou on écarte les extrémités des branches, ce qui permet de fixer l'épaisseur du trait souhaité. On dépose de l'encre (encre de Chine le plus souvent) ou de la couleur liquide (gouache ou acrylique convenablement diluée) entre les deux branches, au moyen d'une pipette, d'un pinceau, ou de réservoirs conçus et commercialisés remplis pour faciliter cette opération. On trace le plus souvent en suivant le bord d'une règle ou d'une équerre, ou éventuellement d'un pistolet (pour tracer des lignes courbes).
Des tire-lignes peuvent être adaptés à des compas ou des balustres, de manière à tracer des cercles ou des arcs. Des compas spécifiques sont également conçus sur le même principe. Les tire-lignes faisaient souvent partie de trousses ou de coffrets regroupant les divers outils nécessaires au dessin technique.
Il existe plusieurs formes de tire-lignes, en fonction de l'usage qui en est fait : fin pour le dessin technique, épais et large pour la décoration. Sur certains, une des branches peut pivoter sur l'axe de la vis de réglage pour faciliter le nettoyage.
Le tire-ligne a été utilisé dans le dessin technique et industriel, dans le dessin d'architecture, et dans toutes les disciplines artistiques qui nécessitent des traits rigoureusement rectilignes ou circulaires. Il a été supplanté dans les domaines techniques par les stylos à pointe tubulaire, à épaisseur de trait normalisée, lesquels cèdent le pas au dessin numérique informatisé ou dessin assisté par ordinateur. Il reste cependant irremplaçable par la variété des encres et peintures pour lesquelles il peut servir. Par exemple, il permet de tracer une ligne blanche puis une ligne dorée d'épaisseur constante sur un support noir.